# Пирсолл (Техас)
Пирсолл (англ. Pearsall) — город в США, расположенный в южной части штата Техас, административный центр округа Фрио. По данным переписи за 2010 год
число жителей составляло 9146 человек, по оценке Бюро переписи США в 2016 году в городе проживало 10 064 человека.

## История
В 1870-х годов на территории нынешнего города располагалось ранчо, и повозки, следовавшие из Фрио-Тауна в Плезантон останавливались у колодца в ранчо. 6 февраля 1882 года железная дорога International-Great Northern Railroad выкупила 2000 акров земли вокруг колодца. 15 февраля был распланирован город Пирсолл, названный в честь вице-президента железнодорожной компании Томаса Пирсолла. Железная дорога проводила рекламные туры для потенциальных покупателей земли в новом городе. К 1884 году Пирсолл стал новым административным центром округа Фрио, в городе работало более 20 предприятий, в том числе три гостиницы, три церкви, школа и еженедельная газета Pearsall News. К 1890 году в городе открылся колледж Фрио.
В 1907 году были основаны крупные компании Frio Cotton Oil Company of Pearsall и Pearsall Artesian Well Company, проведено электричество. В 1908 году был открыт банк города. Год спустя город получил устав, началось
формирование органов местного управления. К 1914 году была проведена телефонная связь. В 1930-х годах в регионе было обнаружено нефтяное месторождение, а в 1945 году - месторождение природного газа.

## География
Пирсолл находится в центральной части округа, его координаты: 28°53′17″ с. ш. 99°05′56″ з. д..
Согласно данным бюро переписи США, площадь города составляет около 15,4 км2, практически полностью занятых сушей.

### Климат
Согласно классификации климатов Кёппена, в Пирсолле преобладает влажный субтропический климат (Cfa).
| Показатель                | Янв.  | Фев. | Март | Апр. | Май  | Июнь | Июль | Авг. | Сен. | Окт. | Нояб. | Дек.  | Год   |
| ------------------------- | ----- | ---- | ---- | ---- | ---- | ---- | ---- | ---- | ---- | ---- | ----- | ----- | ----- |
| Абсолютный максимум, °C   | 34,4  | 37,8 | 39,4 | 43,3 | 41,1 | 43,3 | 42,2 | 42,8 | 45   | 38,9 | 35,6  | 32,2  | 45    |
| Средний максимум, °C      | 18,3  | 20,7 | 24,9 | 28,7 | 31,9 | 34,8 | 36,1 | 36,5 | 33,7 | 29,2 | 23,6  | 19,3  | 28,2  |
| Средняя температура, °C   | 11,1  | 13,3 | 17,3 | 21,3 | 25   | 27,7 | 28,7 | 28,9 | 26,4 | 21,8 | 16,4  | 12    | 20,8  |
| Средний минимум, °C       | 3,8   | 5,9  | 9,8  | 13,9 | 17,8 | 20,6 | 21,4 | 21,3 | 19,3 | 14,6 | 9,3   | 4,7   | 13,6  |
| Абсолютный минимум, °C    | −13,9 | −8,9 | −8,3 | −4,4 | 6,1  | 11,1 | 13,9 | 10   | 4,4  | −7,8 | −8,3  | −13,9 | −13,9 |
| Норма осадков, мм         | 30    | 35   | 35   | 53   | 84   | 73   | 50   | 50   | 69   | 62   | 36    | 33    | 609   |
| Источник: weatherbase.com |       |      |      |      |      |      |      |      |      |      |       |       |       |

## Население
Согласно переписи населения 2010 года в городе проживало 9146 человек, было 2435 домохозяйств и 1767 семей. Расовый состав города: 78,9 % — белые, 1,3 % — афроамериканцы, 0,5 % —
коренные жители США, 3,3 % — азиаты, 0 % (0 человек) — жители Гавайев или Океании, 14,1 % — другие расы, 1,8 % — две и более расы. Число испаноязычных жителей любых рас составило 85,1 %.
Из 2435 домохозяйств, в 43,9 % живут дети младше 18 лет. 44,6 % домохозяйств представляли собой совместно проживающие супружеские пары (19 % с детьми младше 18 лет), в 22 % домохозяйств женщины проживали без мужей, в 6 %
домохозяйств мужчины проживали без жён, 27,4 % домохозяйств не являлись семьями. В 23,4 % домохозяйств проживал только один человек, 10,5 % составляли одинокие пожилые люди (старше 65 лет). Средний размер домохозяйства составлял 2,93 человека. Средний размер семьи — 3,47 человека.
Население города по возрастному диапазону распределилось следующим образом: 28,6 % — жители младше 20 лет, 33,8 % находятся в возрасте от 20 до 39, 26,7 % — от 40 до 64, 11,1 % — 65 лет и старше. Средний возраст составляет 31,7 года.
Согласно данным опросов пяти лет с 2012 по 2016 годы, средний доход домохозяйства в Пирсолле составляет 37 063 доллара США в год, средний доход семьи — 41 477 долларов. Доход на душу населения в городе составляет 16 732
доллара. Около 20,7 % семей и 22,6 % населения находятся за чертой бедности. В том числе 25,8 % в возрасте до 18 лет и 19,2 % старше 65 лет.

## Местное управление
Управление городом осуществляется мэром и городским советом, состоящим из 7 человек, один из которых выбирается заместителем мэра.
Другими важными должностями, на которые происходит наём сотрудников, являются:
- Сити-менеджер
- Городской клерк

## Инфраструктура и транспорт
Основными автомагистралями, проходящими через Пирсолл, являются:
- межштатная автомагистраль I-35 идёт с северо-востока от Сан-Антонио на юго-запад к Коталле.

В городе располагается аэропорт Мак-Кинли Филд. Аэропорт располагает одной взлётно-посадочной полосой длиной 1532 метра. Ближайшим аэропортом, выполняющим коммерческие рейсы, является международный аэропорт Сан-Антонио. Аэропорт находится примерно в 100 километрах к северо-западу от Пирсолла.

## Образование
Город обслуживается независимым школьным округом Пирсолл.

## Экономика
Согласно бюджету города на 2017—2018 финансовый год, доходы города в 2017 году составили примерно $5,34 млн, расходы — $4,92 млн.

## Галерея
- Городская ратуша Пирсолла
- Театр Oaks Theater
- Первая методистская церковь
- Первая баптистская церковь Пирсолла
- Гостиница Best Western
- Католическая церковь Пирсолла